# BNXT League
Die BNXT League ist die professionelle Basketball-Liga der Niederlande und Belgiens. Die Liga ist die erste Ebene sowohl im niederländischen als auch im belgischen Basketball und ersetzt die Dutch Basketball League (DBL) und die Basketball League Belgium. Die erste Spielzeit war die Saison 2021/22, die im September 2021 begann.

## Geschichte
Am 10. Dezember 2020 wurde bekannt gegeben, dass die Basketball League Belgium und die Dutch Basketball League zu einer neuen binationalen Liga fusionieren würden. Alle Vereine der niederländischen DBL waren dafür, während 9 von 10 Teams in Belgien für die Entscheidung stimmten. Ernsthafte Gespräche über die Initiative waren seit Herbst 2019 im Gange. Am 20. Mai 2021 wurden der neue Name „BNXT League“ und das Logo der Liga bekannt gegeben.
Die erste Saison der Liga begann inmitten der COVID-19-Pandemie, und viele Spiele mussten aufgrund pandemischer Einschränkungen unter Ausschluss der Öffentlichkeit ausgetragen werden. Am 11. Juni 2022 wurde ZZ Leiden zum ersten BNXT-Meister gekürt.

## Modus
Von 2021/22 bis 2023/24 bestand die Liga aus verschiedenen Phasen. In der ersten Phase spielten die Mannschaften in der nationalen regulären Saison zu Hause und auswärts gegeneinander. Danach wurden die Mannschaften für die grenzüberschreitende Saison in die Gruppen Elite Gold und Elite Silber eingeteilt. Anschließend spielten die Mannschaften der Gold-Elite und die drei besten Mannschaften der Silber-Elite in den nationalen Playoffs um die nationalen Meisterschaften von Belgien und den Niederlanden. Die beiden Gewinner der nationalen Playoffs spielten dann im Finale den belgisch-niederländischen Titel der BNXT-Liga aus.
Ab der Saison 2024/25 wird die Liga ein neues Format haben, bei dem alle 19 Teams in der regulären Saison gegeneinander spielen. Die bestplatzierten Teams aus jedem Land spielen die nationalen Playoffs, und die beiden Sieger der nationalen Playoffs spielen um die BNXT-Meisterschaft.

## Teilnehmer

### Saison 2024/25
- Antwerp Giants
- Basketball Academie Limburg
- Brussels Basketball
- Den Helder Suns
- Donar Groningen
- Feyenoord Basketball
- Heroes Den Bosch
- Kangoeroes Basket Mechelen
- Kortrijk Spurs
- Landstede Hammers
- Leuven Bears
- Limburg United
- LWD Basket
- Belfius Mons-Hainaut
- Okapi Aalstar
- BC Ostende
- QSTA United
- Spirou BC Charleroi
- ZZ Leiden

### Frühere Teilnehmer
- BC Apollo Amsterdam
- Liège Basket
- The Hague Royals

## Titelträger

### BNXT-Meister
- 2021/22: ZZ Leiden
- 2022/23: ZZ Leiden
- 2023/24: BC Ostende

### Belgischer Meister
- 2021/22: BC Ostende
- 2022/23: BC Ostende
- 2023/24: BC Ostende

### Niederländischer Meister
- 2021/22: Heroes Den Bosch
- 2022/23: ZZ Leiden
- 2023/24: ZZ Leiden